# アールオブセフトンステークス
アールオブセフトンステークス（英: Earl of Sefton Stakes）はイギリスのニューマーケット競馬場で行われる競馬の競走。
4月のクレイヴン開催で行われる1マイル1ハロン（約1811メートル）の重賞で、2014年の格付けはG3。
アールオブセフトンステークスは4月に行われ、ヨーロッパの本格的な平地競走のシーズン到来を告げる競走である。

## 歴史
この競走は1971年に創設された。当初は「ラビングハウスステークス（Rubbing House Stake）」の名称だった。第1回の競走に勝ったのはペンブロークキャッスル（Pembroke Castle）である。
1973年から、競走の名前は「アールオブセフトンステークス（ Earl of Sefton Stakes）」に改められた。これは、第7代セフトン伯爵であるヒュー・モリノーHugh Molyneux（1898-1972）を追悼したものである。
アールオブセフトンステークスは、春のクレイヴン開催3日間の3日目に行われる。
2020年は新型コロナウイルス感染拡大の影響により開催取りやめとなった。

## 記録
2014年時点での記録。

### 最多勝利をあげた馬
- ＊テリモン（Terimon） - 2勝。1990年、1991年
- Mull of Killough - 2勝。2013年、 2014年

### 最多勝騎手
2014年現在、7名の騎手が3勝をあげている。

### 最多勝調教師
- ヘンリー・セシル - 7勝。1973年、1983年、1984年、1989年、1997年、1999年、2008年

### 歴代勝馬
- ＊印は日本輸入馬（国際競走出走のための一時的なものも含む）

| 施行年 | 格付 | 優勝馬               | 性齢 |
| ------ | ---- | -------------------- | ---- |
| 1971   | G3   | Pembroke Castle      | 4牡  |
| 1972   | G3   | Lord David           | 4牡  |
| 1973   | G3   | Scottish Rifle       | 4牡  |
| 1974   | G3   | ＊オウエンダッドレイ | 4牡  |
| 1975   | G3   | Jimsun               | 6牡  |
| 1976   | G3   | Chil the Kite        | 4牡  |
| 1977   | G3   | Heaven Knows         | 4牝  |
| 1978   | G3   | Gunner B             | 5牡  |
| 1979   | G3   | Hawaiian Sound       | 4牡  |
| 1980   | G3   | Ela-Mana-Mou         | 4牡  |
| 1981   | G3   | Hard Fought          | 4牡  |
| 1982   | G3   | Kalaglow             | 4牡  |
| 1983   | G3   | Ivano                | 4牡  |
| 1984   | G3   | Legend of France     | 4牡  |
| 1985   | G3   | King of Clubs        | 4牡  |
| 1986   | G3   | Supreme Leader       | 4牡  |
| 1987   | G3   | K-Battery            | 6牡  |
| 1988   | G3   | Media Starguest      | 4牡  |
| 1989   | G3   | Reprimand            | 4牡  |
| 1990   | G3   | ＊テリモン           | 4牡  |
| 1991   | G3   | ＊テリモン           | 5牡  |
| 1992   | G3   | Sure Sharp           | 5牡  |
| 1993   | G3   | Ezzoud               | 4牡  |
| 1994   | G3   | Del Deya             | 4牝  |
| 1995   | G3   | Desert Shot          | 5騸  |
| 1996   | G3   | ＊ルソー             | 4牡  |
| 1997   | G3   | Ali-Royal            | 4牡  |
| 1998   | G3   | Apprehension         | 4牡  |
| 1999※  | G3   | シーヴァ             | 4牝  |
| 2000   | G3   | Indian Lodge         | 4牡  |
| 2001   | G3   | Right Wing           | 7牡  |
| 2002   | G3   | Indian Creek         | 4牡  |
| 2003   | G3   | Olden Times          | 5牡  |
| 2004   | G3   | Gateman              | 7騸  |
| 2005   | G3   | Norse Dancer         | 5牡  |
| 2006   | G3   | Notnowcato           | 4牡  |
| 2007   | G3   | Manduro              | 5牡  |
| 2008   | G3   | Phoenix Tower        | 4牡  |
| 2009   | G3   | Tazeez               | 5騸  |
| 2010   | G3   | Sri Putra            | 4牡  |
| 2011   | G3   | Ransom Note          | 4牡  |
| 2012   | G3   | Questioning          | 4牡  |
| 2013   | G3   | Mull of Killough     | 7騸  |
| 2014   | G3   | Mull of Killough     | 8騸  |
| 2015   | G3   | French Navy          | 7牡  |
| 2016   | G3   | Mahsoob              |      |
| 2017   | G3   | Steel Of Madrid      |      |
| 2018   | G3   | Forest Ranger        |      |
| 2019   | G3   | Zabeel Prince        |      |
| 2021   | G3   | My Oberon            |      |
| 2022   | G3   | Master Of The Seas   |      |
| 2023   | G3   | Ottoman Fleet        |      |
| 2024   | G3   | Ottoman Fleet        |      |
| 2025   | G3   | Persica              |      |

※1999年はジュライコース・1マイル110ヤード（約1709メートル）で施行。

## 競走名の由来

### ラビング・ハウス

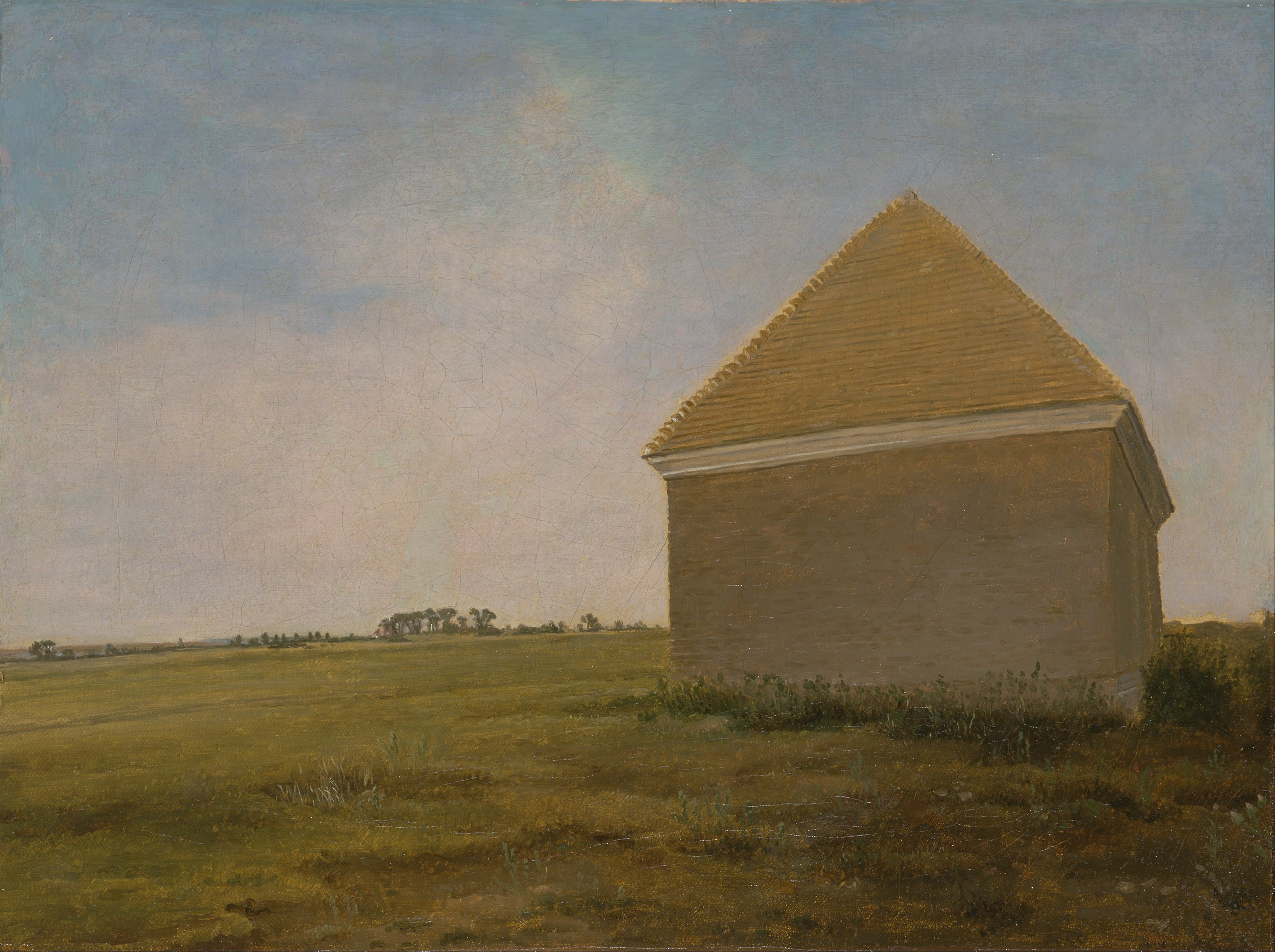
ジョージ・スタッブス作『ニューマーケットのヒースとラビングダウンハウス』

「ラビング（Rubbing）」というのは馬が立木などに体をこすりつける動作を指すが、ニューマーケットにはかつて「ラビングハウス（The Rubbing House）」と呼ばれる建物があった。
ニューマーケット競馬場のビーコン・コース（Beacon Course）のゴール前に、王室厩舎（パレスハウス厩舎）のあばら屋があり、これがラビングハウス、ラビングダウンハウス（Rubbing-down House）と呼ばれていた。ラビングハウスはしばしばニューマーケットでの絵画の主題として描かれている。
現在はニューマーケットの競馬場の近くにある9ハロン（約1811メートル）のオールウェザー（ポリトラック）の調教コースが「ラビングハウス（The Rubbing House）コース」と名付けられている。

### アール・オブ・セフトン
アールオブセフトンというのは、「セフトン伯爵」を意味する。この競走の名前になったのは第7代セフトン伯爵ヒュー・モリノーである。
セフトン伯爵位は、18世紀中頃の初代セフトン伯爵チャールズ・モリノーに遡る。チャールズはランカシャーのモリノー家の出自で、第8代モリノー子爵であったチャールズが1771年にセフトン伯爵に昇叙されたものである。第2代セフトン伯爵はグランドナショナルの創設者として競馬史に名が残っている。また、第6代セフトン伯爵は、20世紀初頭に主馬頭を務めた人物である。
第7代セフトン伯爵は、ジョッキークラブの会長を務めた人物で、1942年には所有馬ミードックII (Medoc II) でチェルトナムゴールドカップに優勝したこともある。第7代セフトン伯爵が1972年に没すると、セフトン伯爵位は断絶した。ニューマーケット競馬場では第7代セフトン伯爵を追悼するため、1973年から競走の名前をアールオブセフトンステークスと改めた。